# Get Ed
Get Ed é uma série de animação computadorizada, transmitida no Brasil pelo canal infantil Jetix,e nos Estados Unidos transmitido pela ABC Family. Também foi exibido na TV Globo em 2007, pelo programa TV Xuxa.

## História
Imagine um mundo onde a informação é o poder máximo para controlar tudo e todos. Onde apenas um homem pretende deter esse poder. Esse mundo é uma cidade chamada Progressolândia, e esse homem é Bedlam. Mas, nem tudo está perdido, pois existe Ed, o melhor mensageiro da Dojo Deliveries, uma equipe de mensageiros do futuro que protege as entregas do mal: Bedlam.

## Personagens
- Ed
- Burn
- Fizz
- Deets
- Loogie
- Ol' Skool
- Zero
- Bedlam
- Kora
- Crouch
- Dr. Pinch
- Spyker
- Hoopbots
- DNA deliveries
- Riot Bots
- Dr. Hong
- Clowns
- Dirk Cheap
- Hover
- Omnirex